# Stanley Baxter
Stanley Baxter (* 24. Mai 1926 in Glasgow, Schottland) ist ein britischer Schauspieler, Fernsehmoderator und Imitator.

## Leben
Baxter wurde als Sohn eines Versicherungs-Manager in Glasgow, Schottland geboren. Er besuchte die Hillhead High School in Glasgow und seine Mutter schulte ihn für die Bühne. Er begann seine Karriere als Kinderschauspieler in der schottischen Ausgabe des BBC-Sendung Children's Hour. In Großbritannien erlangte er durch die Comedyserien The Stanley Baxter Show, The Stanley Baxter Picture Show, The Stanley Baxter Series und Mr Majeika große Bekanntheit. Insbesondere in den 1960er- und 1970er-Jahren erfuhren seine bei BBC und ITV ausgestrahlten Sendungen hohe Einschaltquoten. Ebenfalls absolvierte er Film- und Radioauftritte.

## Filmografie (Auswahl)
- 1955: Geordie
- 1961: Very Important Person
- 1962: So ein Gauner hat’s nicht leicht (Crooks Anonymous)
- 1962: O Darling – was für ein Verkehr (The Fast Lady)
- 1996: Stanley Baxter in Reel Terms